# Аурора (футбольный клуб)
«Ауро́ра» (исп. Club Aurora) — боливийский футбольный клуб из города Кочабамба.

## История
Клуб «Аурора» был основан 27 мая 1935 года. Слову «Аурора» в русском языке соответствует «Аврора». В 1963 году «Аурора» впервые в своей истории стала чемпионом Боливии (на тот момент его роль выполнял полупрофессиональный Кубок Симона Боли́вара). В 1964 году «Аурора» выступила в Кубке Либертадорес, однако команда заняла последнее место в группе из трёх команд, уступив в обеих встречах одному из сильнейших клубов Уругвая и мира «Насьоналю» и сумев взять лишь одно очко в домашней игре с чемпионом Парагвая «Серро Портеньо» (2:2).
1960-е годы были весьма успешными для команды — трижды она становилась вице-чемпионом страны — в 1960, 1961, 1964 годах. Затем «Аурора» выступала либо в региональных лигах (с правом оспаривать Кубок Симона Боливара с победителем лиги Ла-Паса — именно таким образом «Аурора» стала чемпионом Боливии в 1963 году), либо в групповых стадиях национальной лиги, но особых успехов не добивалась. В 1988 году, сразу же после введения обмена между дивизионами, «Аурора» выбыла из Профессионального дивизиона.
В 2002 году «Аурора» вернулась в элиту боливийского футбола. В 2004 году стала вице-чемпионом Апертуры. В 2008 году клуб во второй раз стал чемпионом Боливии (впервые завоевав профессиональный титул), выиграв Клаусуру. Таким образом, команда завоевала себе путёвку в групповой этап Кубка Либертадорес 2009. В самом международном турнире клуб опять выступил крайне неудачно — последнее место в группе, все шесть матчей были проиграны с общий разницей мячей 3:15.
19 июля 2009 года в матче чемпионата Боливии против команды «Ла-Пас» дебютировал сын главного тренера Маурисио Бальдивьесо, ставший самым молодым профессиональным игроком в истории футбола.
В 2011 году в рамках розыгрыша Южноамериканского кубка «Аурора» сумела обыграть в первом матче ⅛ финала знаменитый бразильский клуб «Васко да Гама» 3:1. На тот момент «Васко», победитель Кубка Бразилии 2011, возглавил турнирную таблицу Серии A. В ответном матче бразильцы выиграли 8:3, что стало одним из самых результативных двухматчевых противостояний в истории турнира (9:6 по итогам двух встреч).
С сезона 2014/15 играет в региональных лигах Боливии. По окончании сезона 2016/17 одержав победу во втором дивизионе клуб вновь вернулся в элиту боливийского футбола.

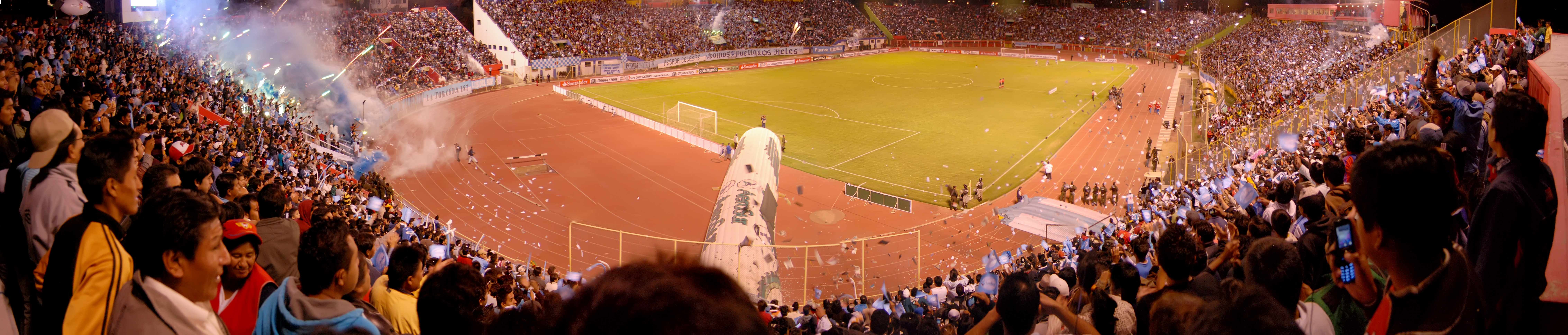
Болельщики «Ауроры» на стадионе «Феликс Каприлес»

## Достижения
- Чемпион Боливии (2): 1963, 2008 (Клаусура)
  - Вице-чемпион Боливии (4): 1960, 1961, 1964, 2004 (Апертура)
- Чемпион Второго дивизиона (2): 2002, 2016/17